# Umberto Pasquale
Umberto Maria Pasquale (Vignole Borbera, 1º settembre 1906 – Rivoli, 5 marzo 1985) è stato un religioso e letterato italiano, appartenente alla Società Salesiana di San Giovanni Bosco.

## Biografia
Umberto Maria Pasquale, S.D.B., nato e cresciuto a Vignole nella Val Borbera in provincia di Alessandria, entrò in seminario a Stazzano nella Diocesi di Tortona. All'inizio degli anni '30 si trasferì in Portogallo, dove venne ordinato sacerdote nel 1935 dal cardinale Manuel Gonçalves Cerejeira, patriarca di Lisbona. Nel 1937 fondò la Casa di Mogofores, e negli anni '40 dette vita alle Edizioni Salesiane. 
Nel 1944 conobbe la mistica Alexandrina Maria da Costa, conosciuta anche come Santinha de Balasar (Piccola Santa di Balasar) che fu dichiarata Beata il 25 aprile 2004 da papa Giovanni Paolo II. L'8 settembre 1944 Don Umberto Pasquale ne assunse ufficialmente la direzione spirituale, divenendone presto anche il biografo. La Beata Alexandrina Maria da Costa è infatti il soggetto principale dei libri di Umberto Pasquale, il cui lavoro ha influenzato altri scrittori, tra i quali l'irlandese Francis Johnston e gli italiani, Chiaffredo Signorile e sua moglie Eugenia Signorile. Ritornato in Piemonte negli anni '50, muore nel 1985 a Rivoli nei pressi di Torino.
È sepolto nella tomba di famiglia presso il cimitero di Vignole Borbera.

## Alcune opere
- Va' e insegna: manuale per i corsi di abilitazione dei catechisti e la preparazione delle lezioni di religione, Torino 1957
- Catechismo meditato, Torino 1959
- Alexandrina Maria de Costa, Scritti spirituali, traduzione dal portoghese di Umberto M. Pasquale, Torino 1965
- Voleva chiudere l'inferno: scritti, commenti storici e ascetici, testimonianze sulla serva di Dio, Alessandrina Maria Da Costa, Alba 1968
- Giacinta, la pastorella di Fatima, Torino 1973
- Maria nella vita cristiana, Torino 1979
- Anima di vittima e di apostolo. Alexandrina M. Da Costa, Torino 1984